# Eckernförder Bucht

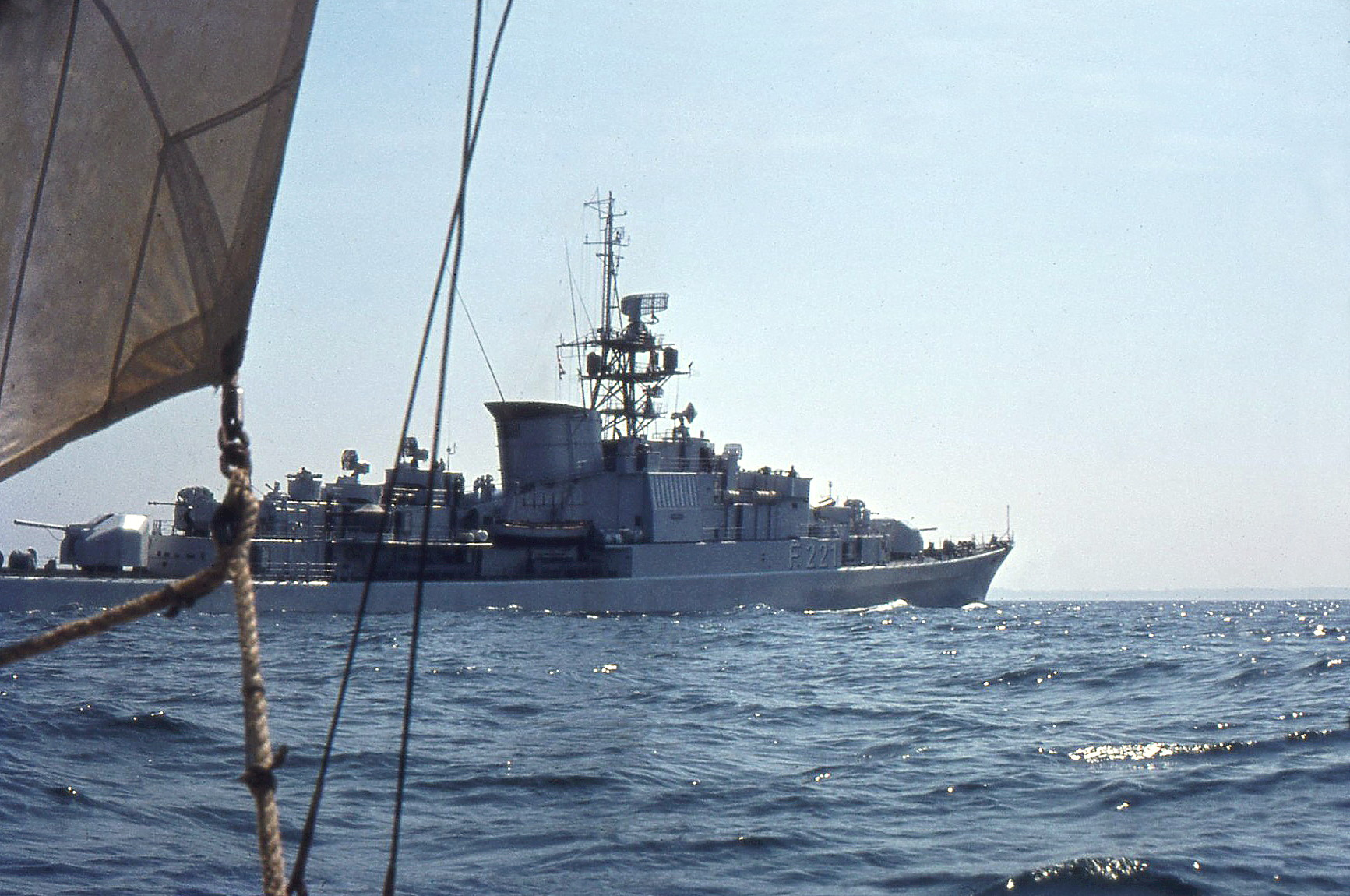
Im Segelboot auf der Eckernförder Bucht, Sommer 1963, im Hintergrund die Fregatte Emden der Bundesmarine.

Die Eckernförder Bucht oder Eckernförder Meerbusen (dänisch: Egernførde Fjord, Egernførde Bugt oder Egernfjord) ist eine Förde der Ostsee in Schleswig-Holstein. Sie liegt zwischen dem Dänischen Wohld im Süden und Schwansen im Norden.
Ehemalige Bezeichnungen waren unter anderen Eckernförder Wyck, Eckernförder Hafen und Eckern Föhrde.
Die Eckernförder Bucht reicht 17 Kilometer tief in das Land hinein und ist an ihrer Einfahrt zehn Kilometer breit, wobei als Endpunkte Booknis-Eck (Gemeinde Waabs) und Dänisch-Nienhof (Gemeinde Schwedeneck) gelten. Die Bucht ist bis zu etwa 28,50 Meter tief. Im Sinne des Völkerrechts handelt es sich bei der Eckernförder Bucht um eine „echte Bucht“.

## Name
Der Name leitet sich von Eckernförde ab, wobei Eckern- vermutlich für Eichhörnchen (dän. egern) und -förde für eine Furt steht. Der Name der Bucht wurde 1416 als Ekelvordsche Vorde schriftlich dokumentiert. Die Bucht wurde entsprechend auch als Förde oder Wik bezeichnet. Die gängigen dänischen Bezeichnungen Egernførde Fjord und Egernfjord umschreiben die Bucht jeweils als Förde (nord. fjord). Zum Teil wird auch zwischen dem inneren Egernførde Fjord und der äußeren Egernførde Bugt unterschieden.

## Geologie und Naturraum

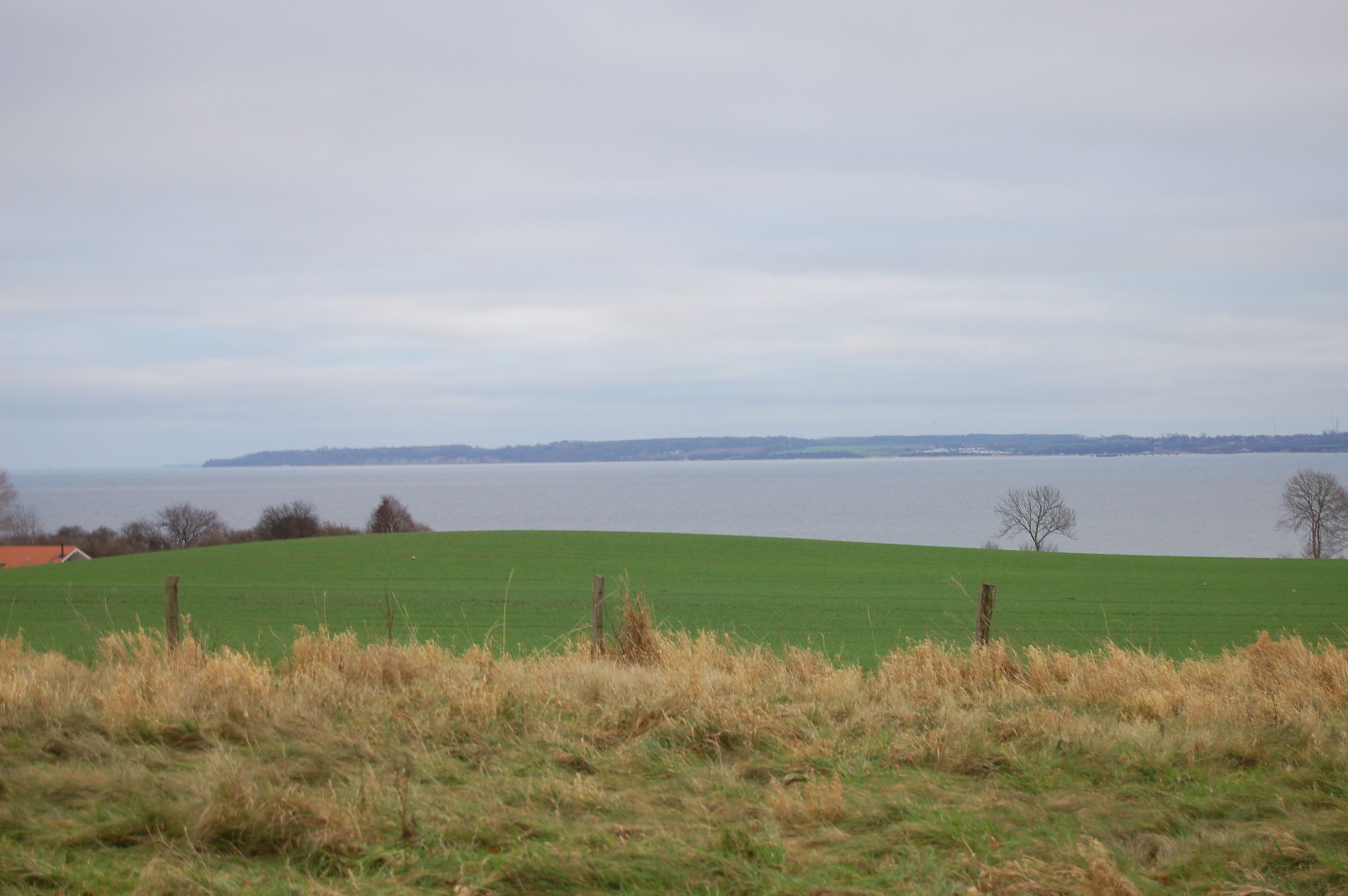
Blick über die Eckernförder Bucht von Norden

Die Bucht entstand während der letzten Eiszeit (Weichsel-Eiszeit) vor 120.000 bis 10.000 Jahren durch eine Gletscherzunge. Nach Ansicht einiger Geologen soll die Tiefenlinie der Eckernförder Bucht schon vor der Eiszeit angelegt gewesen sein und trug nach dieser Annahme dazu bei, dass sich der „Eckernförder Lobus“ im Gebiet des heutigen Eckernförde in zwei Teileiszeitzungen teilte: der nördlichen „Windebyer-Noor-Zunge“ und der südlichen „Wittensee-Goossee-Zunge“.
Das ursprüngliche postglaziale Ende der Eckernförder Bucht, das heutige Windebyer Noor, ist durch eine Nehrung, auf der die Stadt Eckernförde entstand, inzwischen von der Ostsee abgetrennt. Die endgültige Trennung erfolgte 1929 künstlich durch Aufschüttungen – inzwischen existieren Pläne auf Wiederherstellung einer offenen Verbindung zwischen Eckernförder Bucht und Windebyer Noor.
Die Ufer der Bucht sind vom Wasser und der Brandung geformt. Besonders bei Wind aus Nordost und Südwest kann sich ein erheblicher Seegang aufbauen. Bei um 0,75 Meter erhöhten Wasserstand wird Sand und Kies von der Kliffküste abgetragen. An manchen Stellen weicht die Küstenlinie dadurch jährlich um 15 bis 20 Zentimeter zurück. Im Südosten werden dadurch die Hügel der Endmoränen der letzten Eiszeit angeschnitten. Vor Altenhof hat sich auf diese Weise eine 30 Meter hohe und 3,6 Kilometer lange Steilküste gebildet. Dessen stetig abgetragenes Material lagert sich zum Teil weiter westlich wieder ab und trennte den Goossee von der Eckernförder Bucht. Parallel zum Strand verlaufen einige Sandriffe im Wasser. Die Ufer sind überwiegend mit Laubbäumen bewaldet.
Auf der Südseite der Bucht schließt sich das Landschaftsschutzgebiet Küstenlandschaft Dänischer Wohld an.

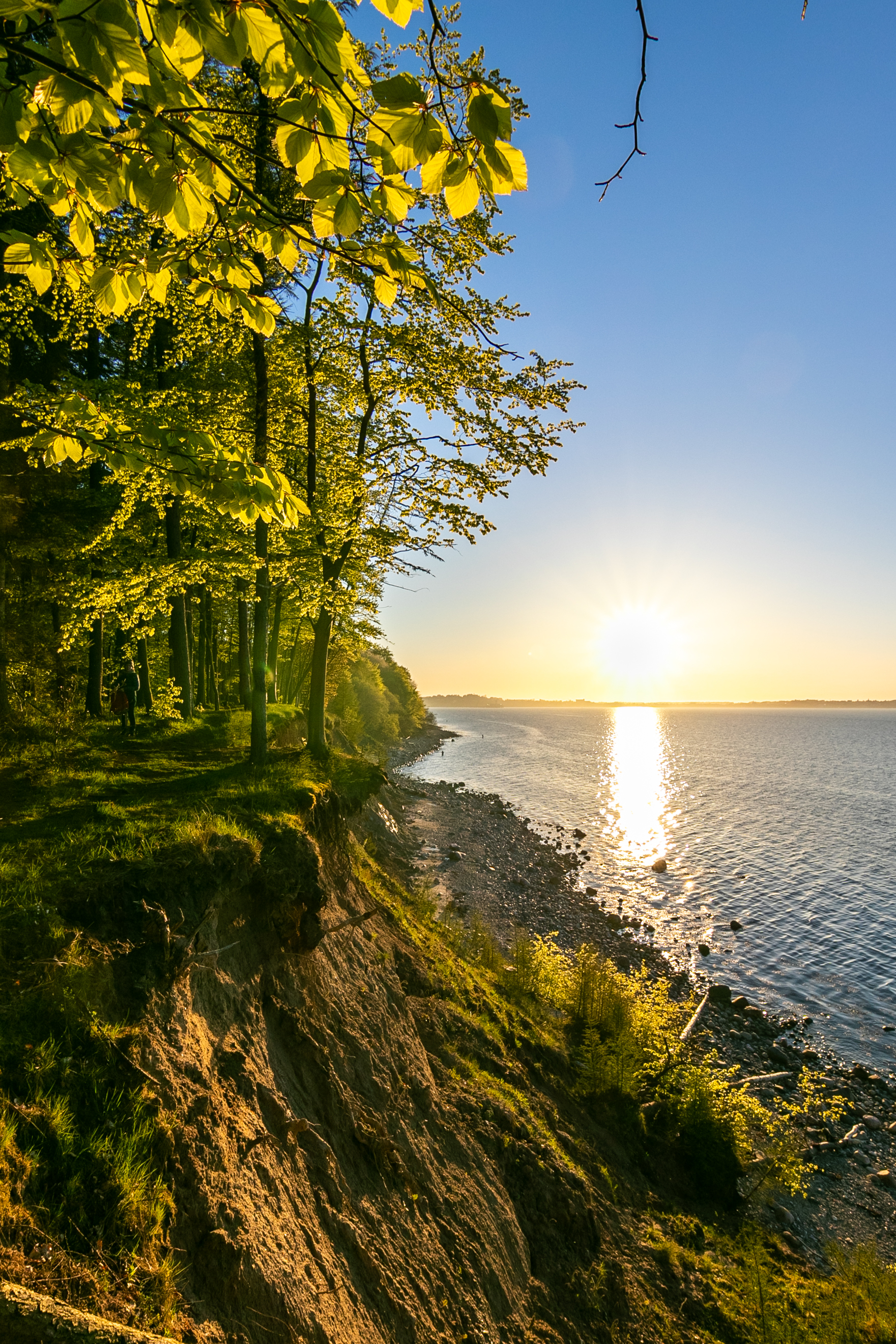
Steilküste bei Schnellmark
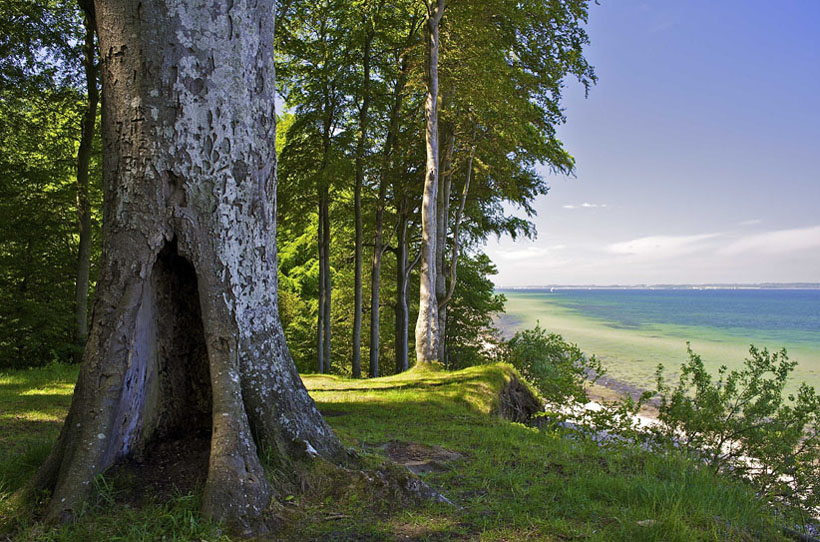
Buchenwald an der Eckernförder Bucht in Noer
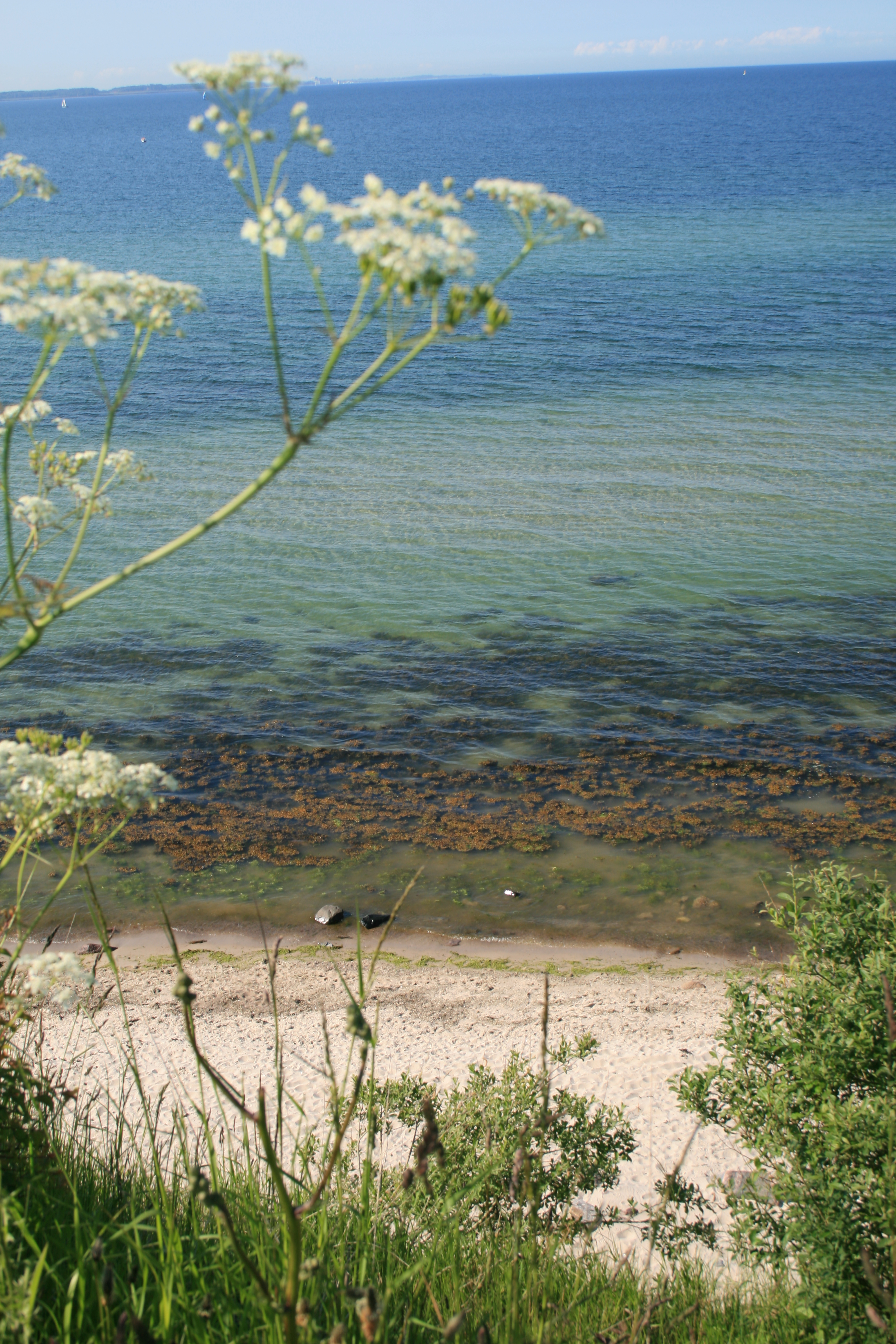
Steilufer bei Jellenbek im Dänischen Wohld
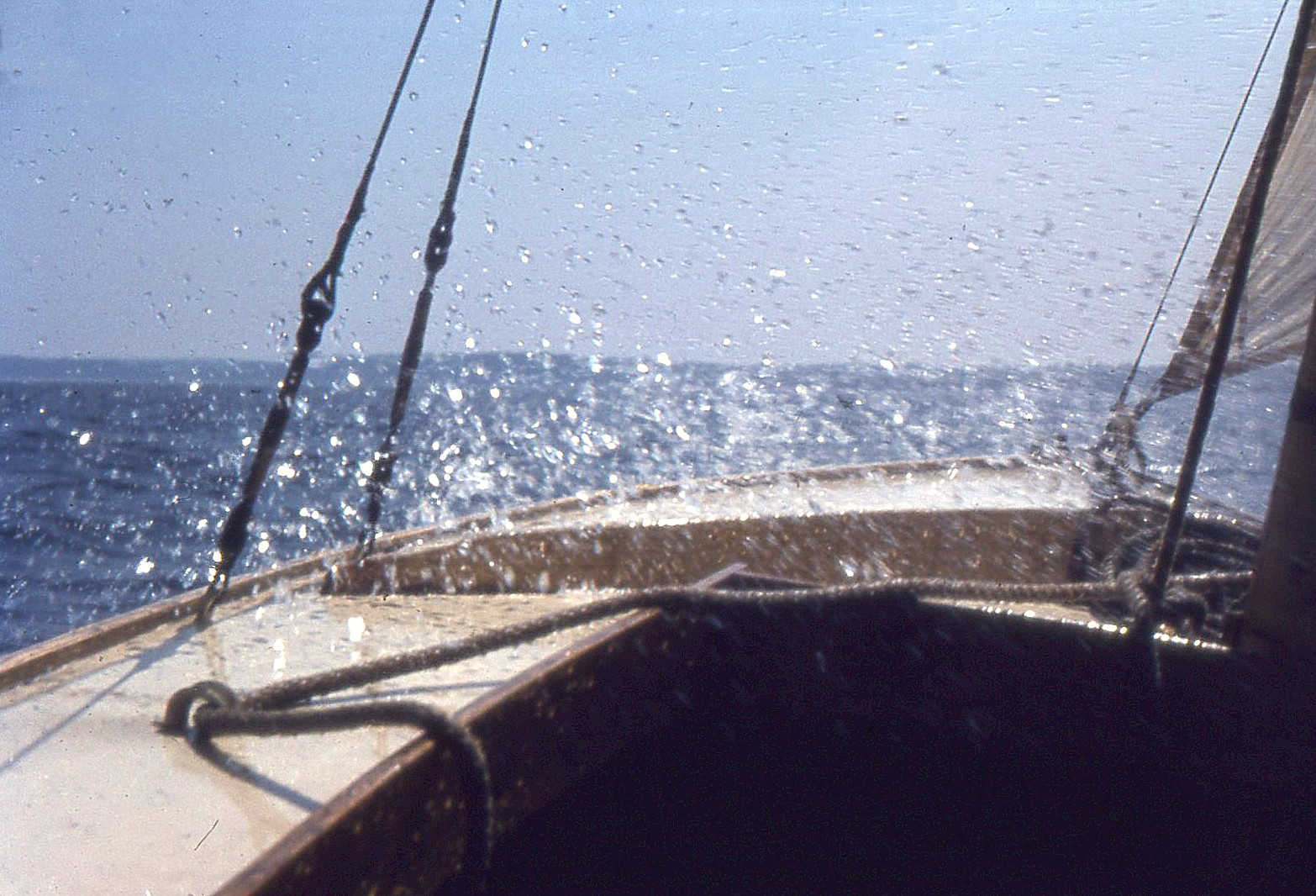
In einer Segelyacht auf der Eckernförder Bucht
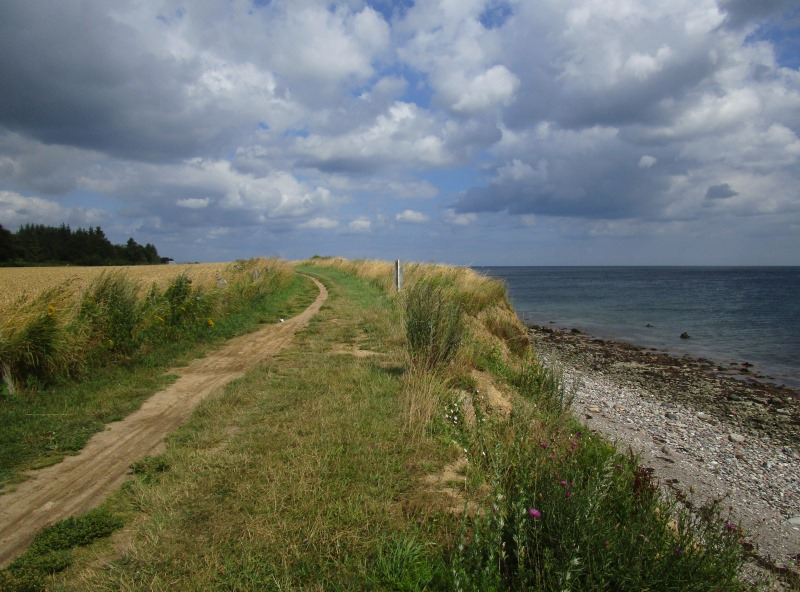
Steilküste bei Booknis (Bognæs) auf der Schwansener Seite am Eingang der Eckernförder Bucht
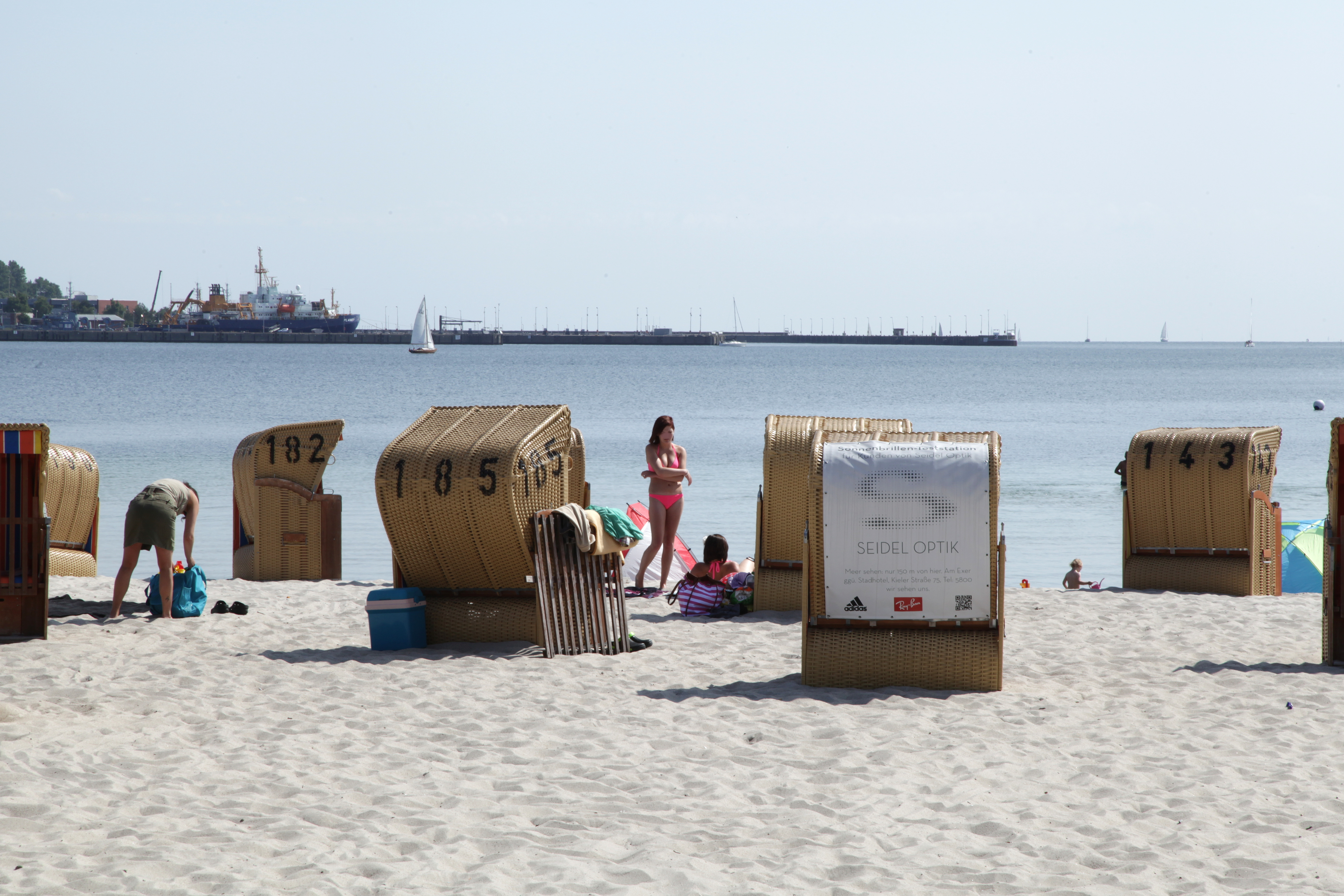
Strand in Eckernförde mit dem Kranzfelder-Hafen im Hintergrund
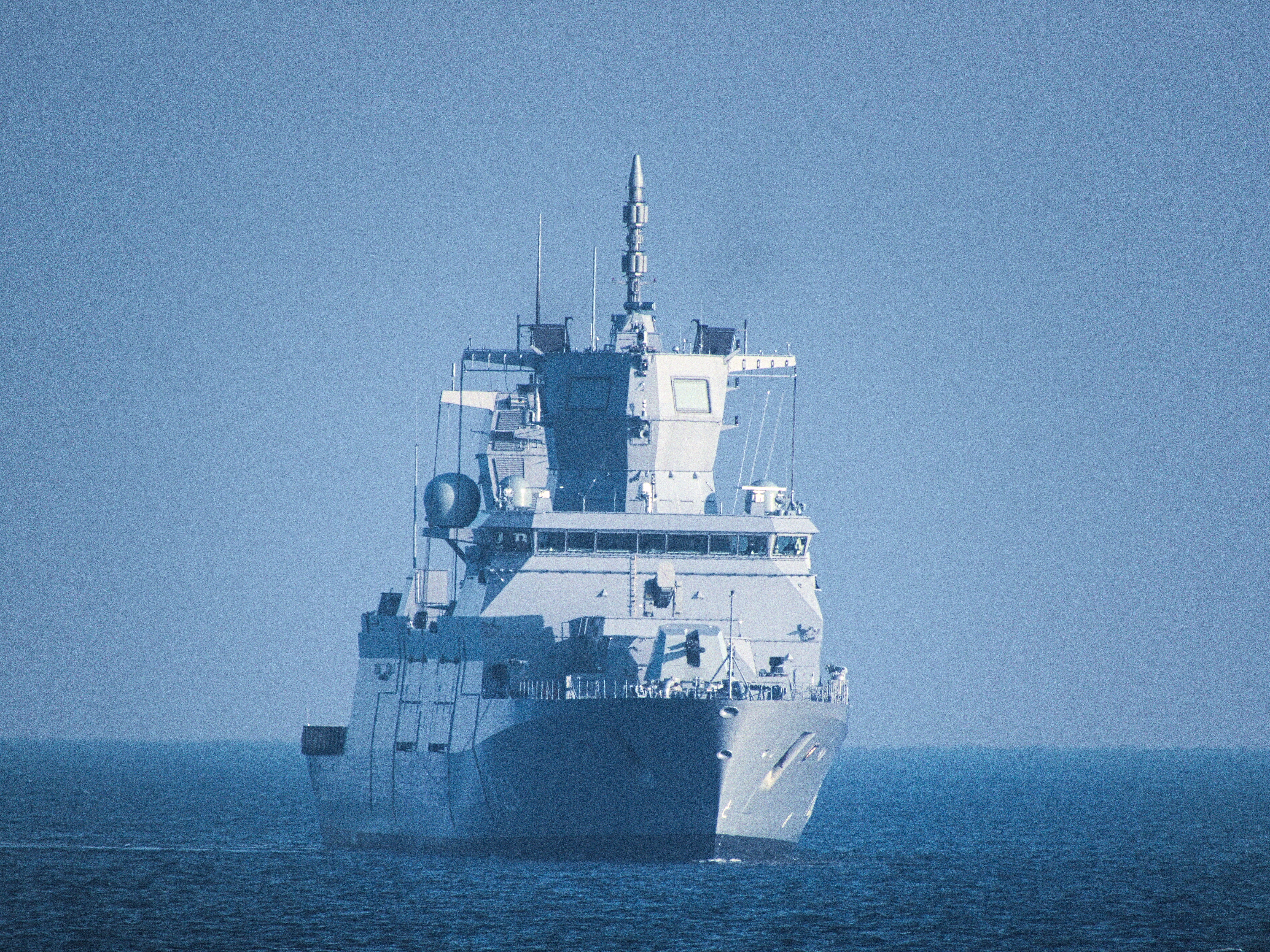
Nordrhein-Westfalen (F 223) bei Surendorf
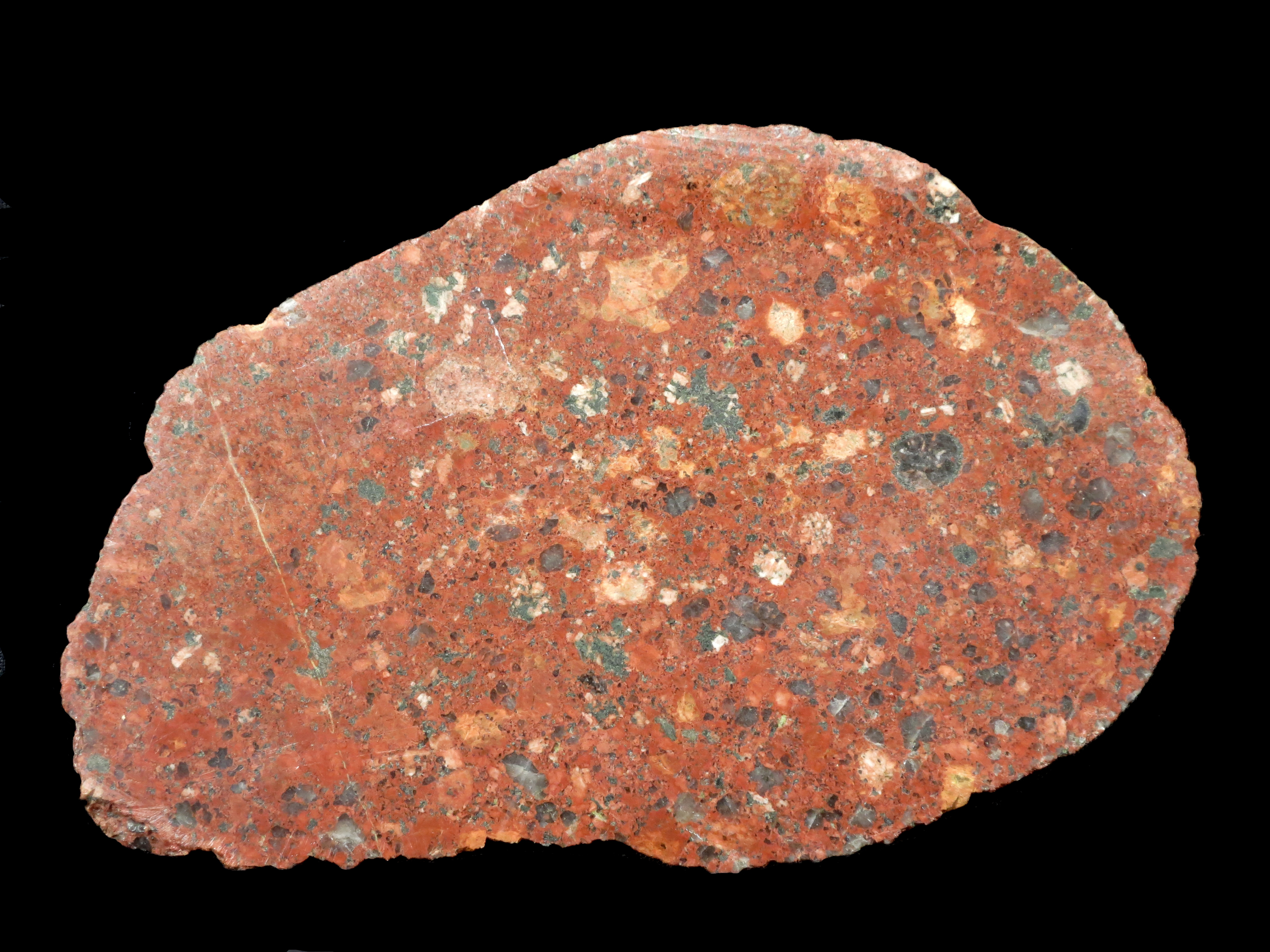
Åland-Ringquarzporphyr, Fundort: Eckernförder Bucht
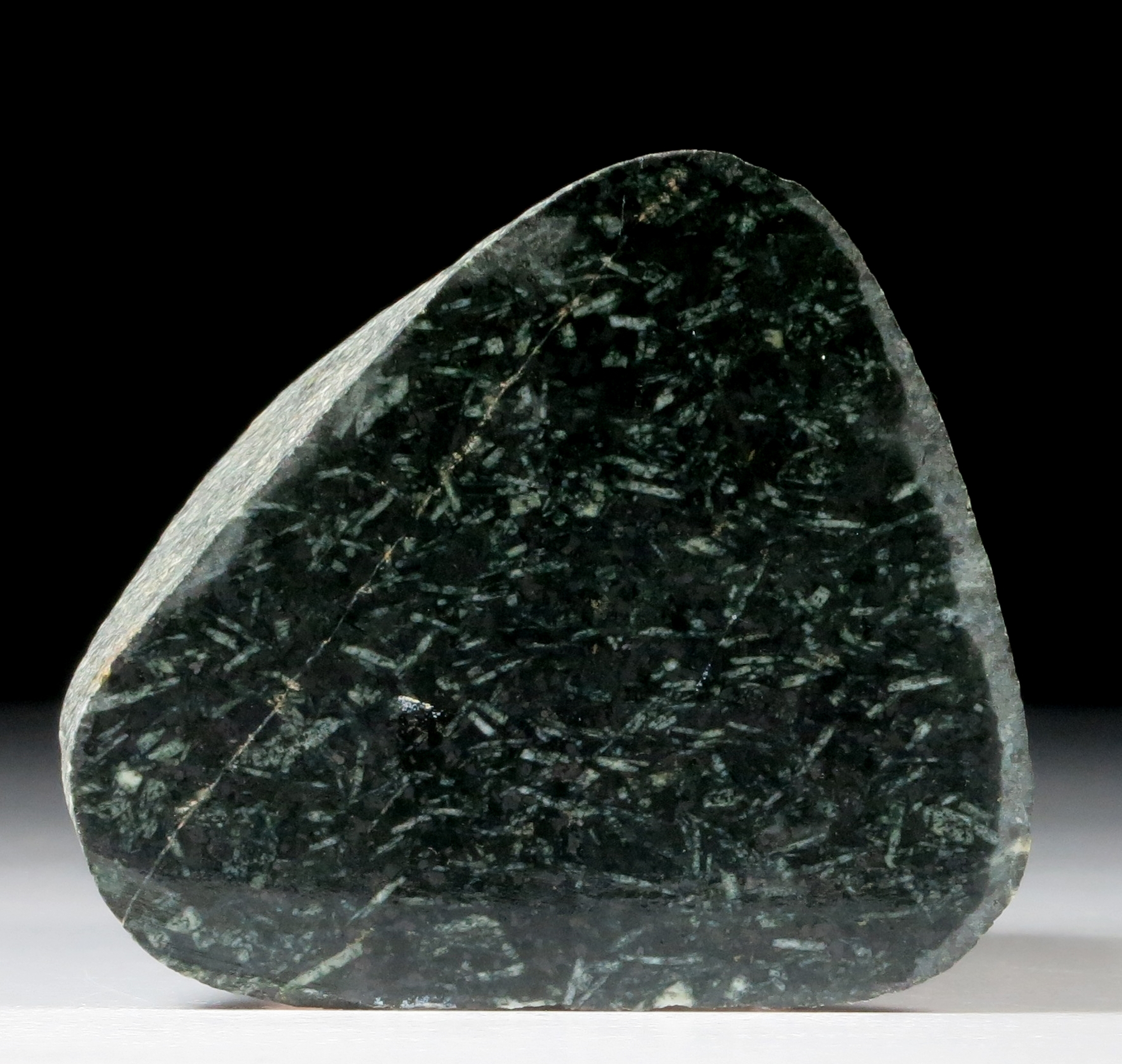
Oslo-Basalt, Fundort: Eckernförder Bucht
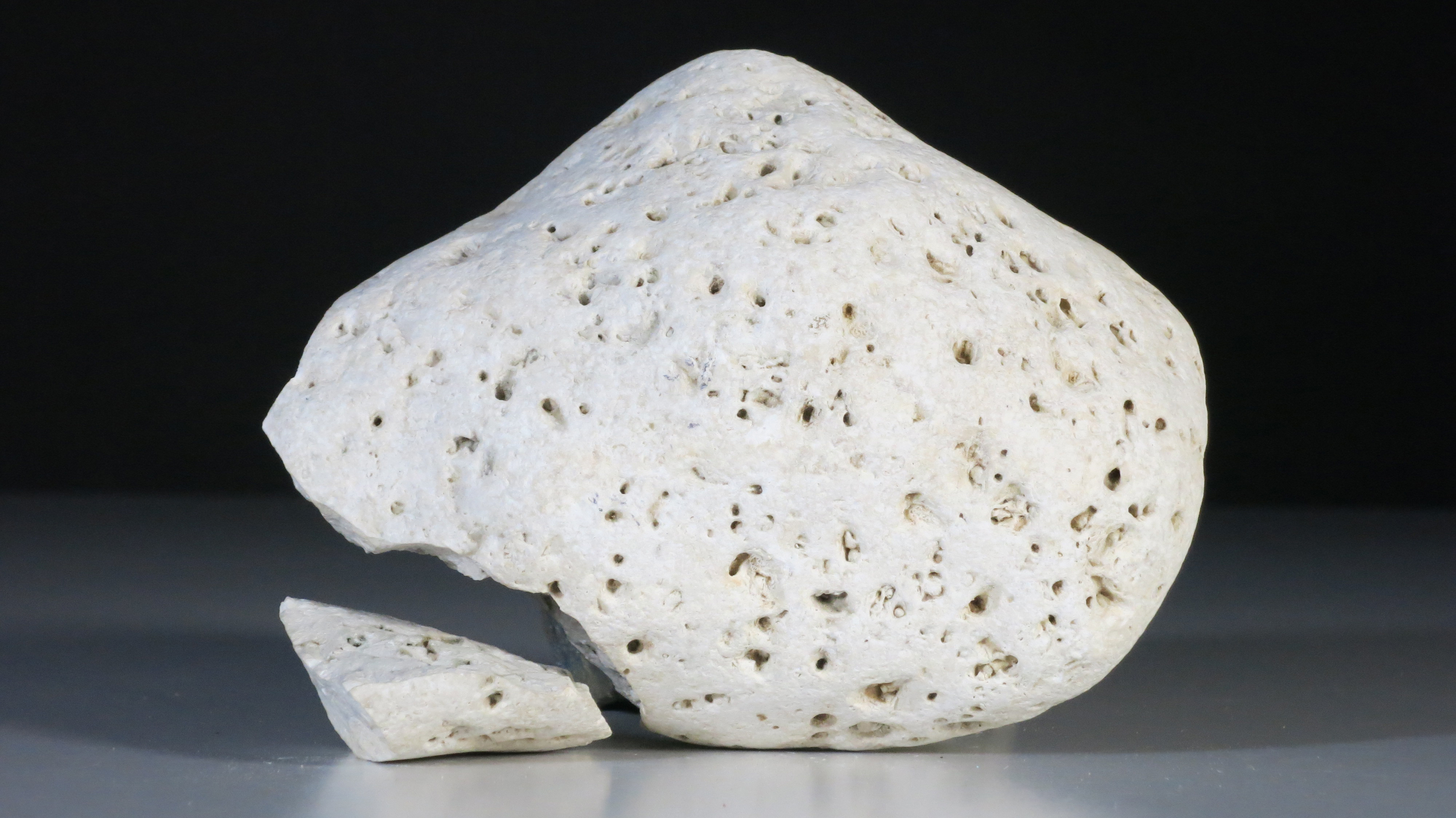
Faxe-Kalk, Fundort: Eckernförder Bucht
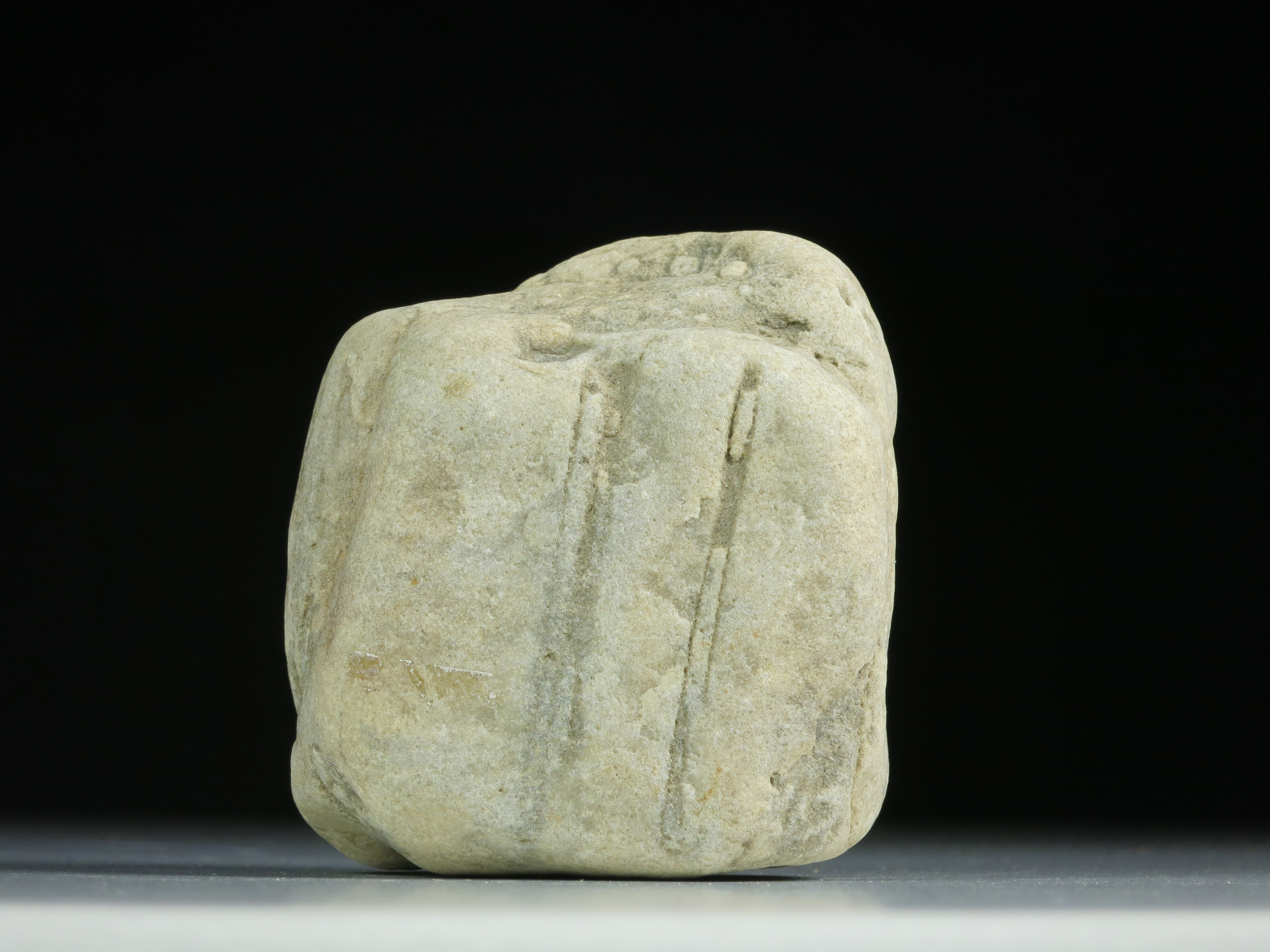
Skolithos-Sandstein, Fundort: Klein-Waabs
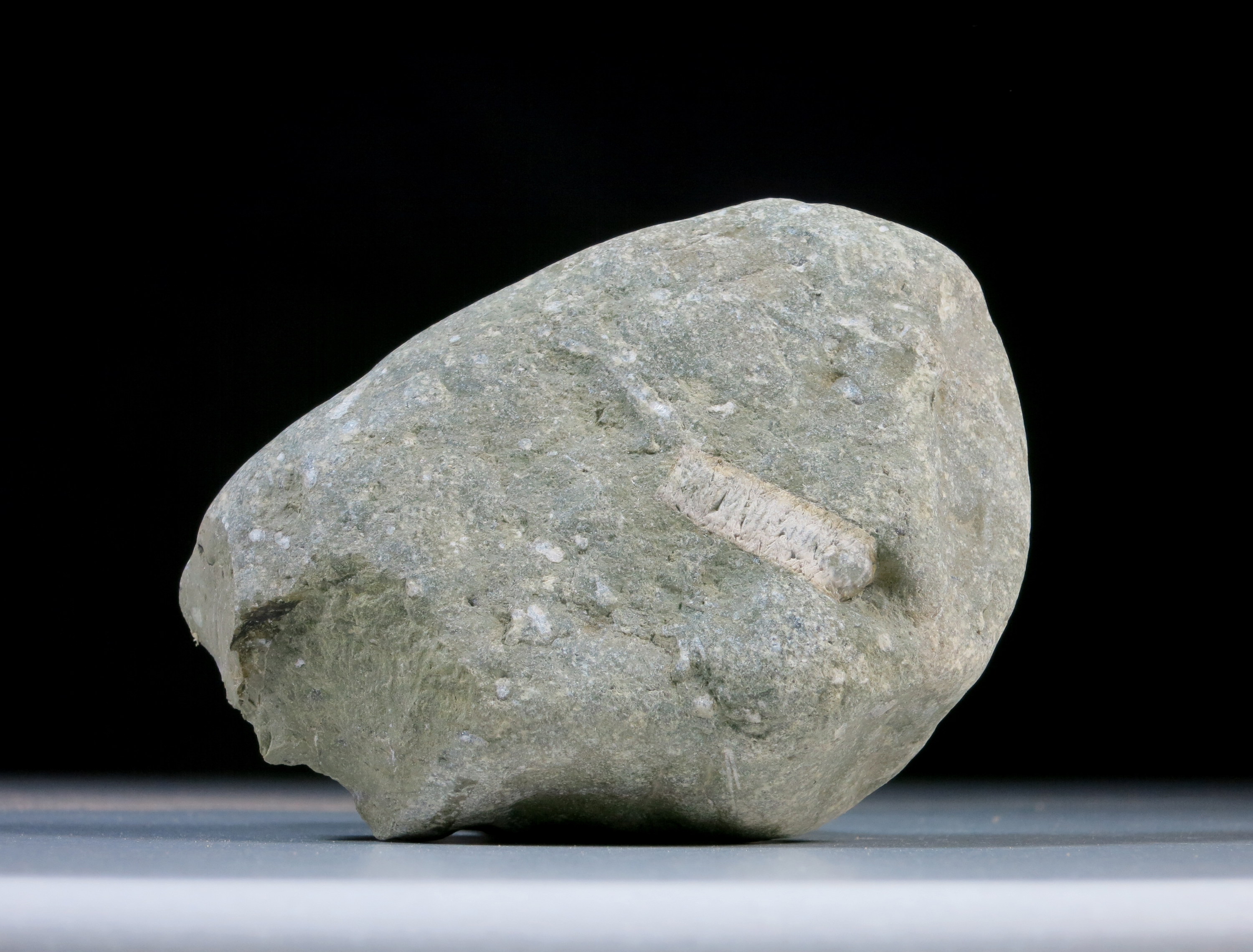
Backsteinkalk mit Endoceras, Fundort: Klein-Waabs

## Städte und Gemeinden am Buchtrand
Das Ufer des Eckernförder Meerbusens grenzt komplett an den Kreis Rendsburg-Eckernförde (Altkreis Eckernförde). Am Nordufer liegen die Gemeinden Waabs (an der Buchteinfahrt) und Barkelsby, am Südufer von Ost nach West die Gemeinden Schwedeneck (ebenfalls Buchteinfahrt), Noer und Altenhof. Die namensgebende Stadt Eckernförde befindet sich an der Westspitze der Bucht, deren Stadtteile Borby und Louisenberg am westlichen Ende des Nordufers.

## Geschichte
Nach der Besiedlung Schwansens mit dänischen Siedlern ab etwa 700 und der des Dänischen Wohldes mit (nord-)deutschen Siedlern ab 1260 bildete die Eckernförder Bucht im Mittelalter eine Sprachgrenze zwischen dem Niederdeutschen im Süden und dem Dänischen/Angeldänischen im Norden. Dies ist heute noch an den nordischen Ortsnamen in Schwansen zu erkennen. Später breitete sich das Deutsche als Umgangssprache weiter nach Norden aus. Das Angeldänische war in Schwansen noch bis ins 19. Jahrhundert verbreitet. In der Frühen Neuzeit waren sowohl Schwansen als auch der Dänische Wohld von Gutsherrschaft und Leibeigenschaft geprägt.
Während des Gefechts bei Eckernförde 1849 wurde das dänische Linienschiff Christian VIII. und die dänische Fregatte Gefion von Strandbatterien schleswig-holsteinischer Truppen beschossen, wobei das Linienschiff explodierte, die Fregatte sich ergeben musste und von der deutsch ausgerichteten schleswig-holsteinischen Armee übernommen wurde.
Einige Jahre später führte das Ostseesturmhochwasser 1872 zu schweren Schäden an den Küstenorten der Eckernförder Bucht. Besonders die Stadt Eckernförde trug schwere Schäden davon.
Die Eckernförder Bucht war nach mehreren Planentwürfen zum Bau des Nord-Ostsee-Kanals als Osteinfahrt angedacht. Der Königlich-Preußische Oberbaurat Carl Lentze legte, von ihr dazu beauftragt, 1865 seiner Regierung eine Denkschrift über den Entwurf zum Bau eines Schifffahrts-Canals zur Verbindung mit der Nordsee von der Eckern-Föhrde nach der Elbe bei St. Margarethen vor. Seine vorgeschlagene Trasse hatte (von Ost nach West) folgenden Verlauf: Eckernförder Bucht – Goossee – Holtsee – Eider zwischen Gut Steinwehr und Wittenbergen – Sankt Margarethen. Lentze folgte damit im Wesentlichen einem von mehreren Entwürfen von Wasserbaudirektor Karl Adolf Heinrich von Christensen und seinem Bruder, dem damaligen Deichinspektor Ernst Johann Friedrich von Christensen aus dem Jahre 1848. Der Deichinspektor Hermann Petersen und ihm nachfolgend der niederländische Ingenieur Thomas Joannes Stieltjes sen. prüften von 1848 bis 1866 im gemeinsamen Auftrag der Städte Husum, Schleswig und Eckernförde die Möglichkeit der Verwirklichung damals bereits alter Vorschläge (1761 Kapitän von Justi im Auftrag des dänischen Statthalters Karl von Hessen-Kassel; 1774 Offizier von Wegener auf Befehl des dänischen Königs) einer Kanalquerung zwischen Eckernförde und Husum. Stieltjes angedachte Streckenführung, die er 1866 in seiner Denkschrift über einen Kanal zur Verbindung der Nordsee mit der Ostsee im Auftrag des Canal-Comitees aus den Städten Husum, Schleswig und Eckernförde publizierte, verlief von Eckernförde über Windebyer Noor – Schlei von Borgwedel bis Schleswig–Hollingstedt – in einem Südbogen (im Gegensatz zu Petersen: Nordbogen) nach Husum. Ein weiterer Entwurf sah eine Kanalquerung von Eckernförde nach Büsum vor. Die  bis zuletzt (1887) offene Frage zur Streckenführung des Kanals war: Kiel oder Eckernförde als Ostendpunkt.
Das Ostseesturmhochwasser 2023 mit einem Pegelhöchsstand von 2,15 Metern über Normalnull in Eckernförde führte zu diversen Schäden entlang der Eckernförder Bucht.

## Wirtschaft, Infrastruktur und Verkehr

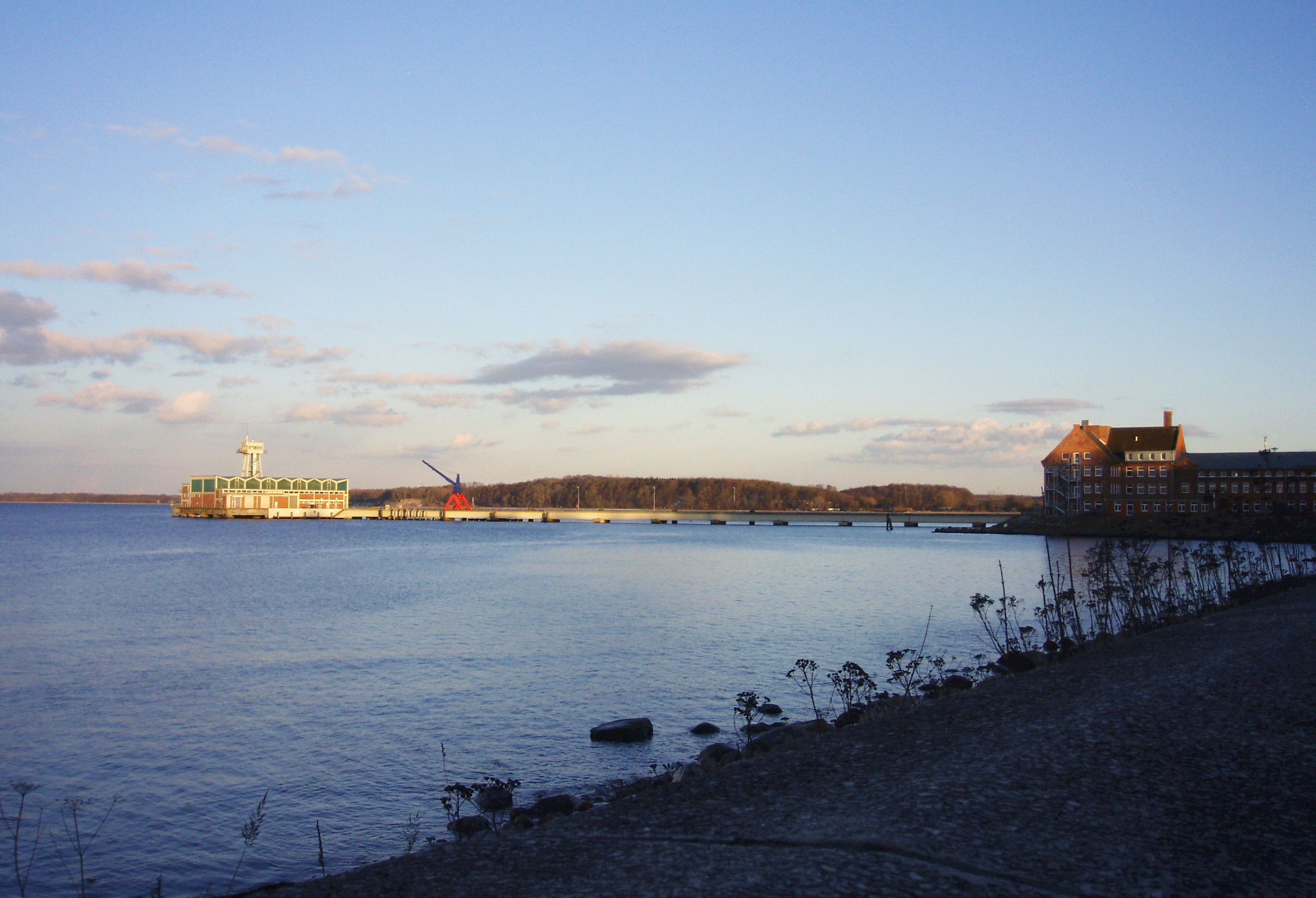
Anlagen der WTD 71 in Eckernförde.

Der Eckernförder Meerbusen ist ein beliebtes Ferienziel. Das Ostseebad Eckernförde verzeichnet rund 135.000 Übernachtungen im Jahr, zudem liegen elf Campingplätze rund um die Bucht. Außerdem ist das Segelrevier Ausgangspunkt der Aalregatta zur Kieler Woche.
Rund um die Eckernförder Bucht hat die Bundeswehr einige Liegenschaften in Betrieb. So befindet sich am südöstlichen Ende der Bucht, am gegenüberliegenden nordöstlichen Ufer (noch in Eckernförde) und am südwestlichen Ausgang der Bucht in Surendorf, Abteilungen der Wehrtechnische Dienststelle für Schiffe und Marinewaffen, Maritime Technologie und Forschung (WTD 71). In Surendorf existiert eine Seebrücke, die jedoch zum militärischen Sperrgebiet gehört und daher nicht betreten werden darf.
Zwischen Goossee und Eckernförder Bucht verläuft heute die B 76 von Eckernförde nach Kiel. Schon um 1500 ist hier auf dem Strandwall, der später zu einem Damm ausgebaut wurde, eine Straße nachgewiesen. Der Damm wurde beim Ostseesturmhochwasser 1872 stark beschädigt, so dass die inzwischen gebaute Chaussee nicht mehr passierbar war. Beim Neubau der Straße wurde der Damm erhöht. Ihre heutige Form erhielt die Straße im Jahr 1965.
Parallel dazu verläuft die Bahnstrecke Kiel–Flensburg (erbaut durch die Kiel-Eckernförde-Flensburger Eisenbahn-Gesellschaft), die seit Dezember 2023 von der Nordbahn Eisenbahngesellschaft betrieben wird.
Die Eckernförder Bucht ist gut mit Radwanderwegen erschlossen, unter anderem führt hier auch der Ostseeküsten-Radweg vorbei, welcher innerhalb des europäischen EuroVelo-Netzes um die Ostsee führt und die Region damit u. a. mit Kiel, Lübeck und Kopenhagen verbindet.

## Häfen und Anlegestellen

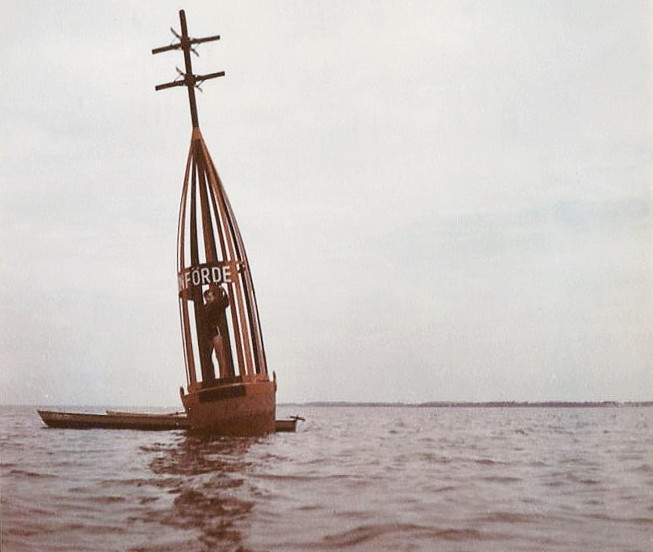
Die Boje Ringelnatter (1952).

Unter der Definition der Booknis-Eck-Dänisch-Nienhof-Linie als östliches Ende des Eckernförder Meerbusens bestehen Hafenanlagen nur in Eckernförde und Altenhof: Der Eckernförder Stadthafen dient unter anderem als Fischerei- und Traditionsseglerhafen. Dort gibt es eine kleine Werft. Außerdem existieren in Eckernförde ein Marinehafen („Kranzfelder-Hafen“, benannt nach Alfred Kranzfelder), zwei Yachthäfen und ein Schiffsanleger an der Torpedoschießbahn (militärisches Sperrgebiet der Eckernförder Bucht). Darüber hinaus bestehen die bereits erwähnte Seebrücke in Surendorf und ein zum Anlegen von Yachten und kleineren Militärschiffen geeigneter „Naturhafen“ (ausgebaggerte Landzunge) in der Aschauer Lagune (oder: Kronsort) innerhalb der Gemeinde Altenhof.
Die Ringelnatter – eine Boje – grenzt in der Eckernförder Bucht den Gesamtbereich der Eckernförder Häfen inklusive der Reede-Seeflächen ab. Sie dient der Orientierung für Schiffe, die Eckernförde anlaufen. Noch in den 1990er Jahren reichte eine Umrundung der Ringelnatter mit einem Passagierschiff oder Fischkutter zum zollfreien Einkauf.